# Theridion apostoli
Theridion apostoli là một loài nhện trong họ Theridiidae.
Loài này thuộc chi Theridion. Theridion apostoli được Cândido Firmino de Mello-Leitão miêu tả năm 1945.